# 地雷震
『地雷震』（じらいしん）は、髙橋ツトムによる漫画作品。『モーニング』（講談社）1989年20号に読み切り版が掲載された後、『月刊アフタヌーン』（講談社）1992年11月号から2000年1月号にわたり連載された。コミックス全19巻。2003年に文庫版全10巻、2009年に新装版全10巻も発行された。作者のデビュー作であり出世作。
2008年11月より、『月刊アフタヌーン』の増刊にあたる『good!アフタヌーン』において続編となる『地雷震 -Diablo-』の連載が開始された。

## 概要
刑事・飯田響也を主人公にしたハードボイルド作品。全28話で、コミックスでは連続する最終2巻以外はすべて1巻内でストーリーが完結する構成がとられていた。登場する犯罪者はカリスマ性を持った確信犯的な人物が多く、犯罪者の心理を描くことを重視している点に特色がある。
作者のデビュー作であるため、巻を追うごとに絵が上達していくさまが見受けられる。後期には少年事件やカルト教団、臓器移植など、当時社会的に話題となっていたトピックも扱われた。
タイトル『地雷震』は、「人間の仕掛けたもの（地雷）によって、人間の手に負えない犯罪（地震）が起こされる」という意味が込められているが、これは後付けで、実際は作者が友人のヘヴィメタルバンドから「響きが重そう」という理由で拝借したものであり、作品内容との直接的な関係はない。北米では『Ice Blade（氷の刃）』のタイトルで出版された。
『幽☆遊☆白書』連載当時の冨樫義博の愛読書であったらしく、『幽☆遊☆白書』ジャンプコミックス版のおまけページに収録されたクロスワードパズルの回答がこの『地雷震』であった。

## 主な登場人物
飯田響也（いいだ きょうや）
声 - 井上喜久子
新宿署の刑事。感情を面に表さない寡黙な人物。犯人逮捕のためには手段を選ばない非情な性格だが、ときおり仲間思いの一面を見せることも。英語堪能。ショートホープを愛煙している。右利きだがFile.5で負傷して以来、射撃時のみ左手で銃を構える。行動原理が非常に難解な人物で、簡単に犯人や事件関係者を射殺してしまうように見えるが、何を以って撃つかどうかを決断しているかも解り辛い。その所業はしばしば読者の議論を呼んだ。劇中の情報から察するにかなりの若作りであるが、続編である『地雷震diablo』でも容姿が殆ど変わっていない。
刑事としてのスキルの高さは言うまでも無いが、犯罪者を冷徹に追い続けて来た経験から来ると思われる独自の見解を持ち、時として犯罪者と紙一重ではないかとも受け取れる言行が見られる。しかしその見解から来る判断力こそが、犯罪捜査において周囲から一目置かれる最大の要因となっており、続編では国家転覆レベルの重大犯罪において、その力を必要とされた。
しかし時としてその見解は独善的と思えなくない場合もある。未成年による猟奇的連続殺人事件を手がけた際、加害者である少年の顔写真が掲載され、パートナーの相沢江里子が少年の後の人生を危惧したにもかかわらず、「社会復帰できる次元にはもういない。」とあっさり切り捨てる様な発言をした。先述した通りの冷徹な刑事としての見解ではあるが、実際に起きた同様の事件において少年院での更生プログラムを終了し、釈放されて社会復帰を果たしているケースも存在する。
続編『地雷震diablo』では円錐角膜に罹って失明しており、刑事を引退。ある人物により眼球を移植されたことで片目の視力は回復している。
相沢江理子（あいざわ えりこ）
正義感の強い新米刑事。作品中盤より登場し、飯田のパートナーとなる。英語、中国語のほか、スペイン語も少し話せる。彼氏有り。
当初は人の情を大切にする刑事として描かれていたが、物語が進むに連れ、飯田の影響かあるいは刑事としての職業柄か（飯田ほどではないが）冷徹に犯人又は事件を追う姿勢も見られる様になった。
彼氏（フィアンセ）との結婚式当日、本人も気づいていなかったと思われるストーカーに発砲され、フィアンセは江理子の盾となり被弾し死亡、幸福の絶頂で最愛の人を失う事となる。
最終回においては、飯田への恋愛感情を匂わせる場面もある。
『diablo』においては物語終盤に登場し、かつてのメインキャラの中では唯一良心的な存在として描かれているが、まだ警察官として働いているかどうかは不明。
八巻（やまき）
飯田の後輩で、真面目な青年。飯田に付き従い事件の捜査を行う。妻帯者。名前の読みは「やまき」だが作中では「ハチマキ」の愛称で呼ばれる。
極めて常識的な思考の持ち主ゆえ、当初こそ既存の捜査活動の枠から大きく逸脱した飯田の方法論に戦慄することも多かったが、退場間際のエピソードでは彼のやり方をある程度理解し始めていた節がある。物語中盤、待望のわが子が誕生した当日に殉職。
はっきりとは描かれていないが、相沢が刑事になるきっかけを作った人物である可能性を示唆する場面が存在する。
成田（なりた）
飯田の上司で、定年間近の老刑事。飯田の理解者であり、時に飯田の行き過ぎをいさめる。飯田からは「とっつぁん」の愛称で呼ばれる。
唯一飯田をいさめられる存在ではあるが、飯田同様に刑事としての冷徹な側面を持ち、娘のフィアンセが犯罪を犯していた事が判明した際もその姿勢は変わらなかった。後に定年退職した。
物語終盤で娘を失い、本人も死亡、退職後だったので殉職ではない。
中原（なかはら）
警察病院に勤める医師。事件を通じて飯田たちと知り合い、後に飲み仲間に。
当初は知的で紳士的な風貌であったが、続編ではすっかりくたびれた姿になっていた。
小池彩（こいけ あや）
File.14に登場する小学生の少女。同級生の少年を自殺させたうえ彼の父親を殺人に走らせ、ゲームと称して飯田に彼を捕まえさせようとした。その後File.25および小説版に登場。お互いに何か感じる物があったようで、親子ほどの歳の差がある飯田にも一目置かれている。『地雷震diablo』ではメインキャラとして登場。

## サブタイトル一覧
巻数およびISBNはアフタヌーンコミックス版のもの。
第1巻 ISBN 4063140717
File1「青い海と紅いバラ」
File2「呵責」
File3「Doll」
File4「一描の値段」
第2巻 ISBN 4063140776
File5「地の塩」
第3巻 ISBN 4063140873
File6「闇弾」
File7「瞬間のかけら」
File8「WEDDING」
第4巻 ISBN 4063140997
File9 （サブタイトル無し）
第5巻 ISBN 406314108X
File10「再戦」
File11「転落」
File12「無効」
第6巻 ISBN 4063141152
File13「雪の血族」
第7巻 ISBN 406314125X
File14「スリルandリアル」
File15「-10℃の証人」
第8巻 ISBN 4063141330
File16「Shanghai'Dream 」
第9巻 ISBN 4063141438
File17「刺青のサンタクロース」
File18「四月の血」
第10巻 ISBN 4063141489
File19「HUSH（もみ消し）」
第11巻 ISBN 4063141616
File20「Mother of Crime」
第12巻 ISBN 4063141683
File21「Don't Cry」
File22「KIDS」
第13巻 ISBN 4063141721
File23「Focus」
第14巻 ISBN 4063141810
File24「パートナー」
第15巻 ISBN 4063141888
File25「無期限緊張状態の時間」
第16巻 ISBN 4063141926
File26「CRASH」
第17巻 ISBN 4063142124
File27「謝肉祭」
第18巻 ISBN 4063142272／第19巻 ISBN 4063142280
LastFile「LIFE」
また文庫版第1巻には「モーニング」掲載の読み切り版が「the lost file」として収録された。

## 小説
2000年に講談社ノベルスから『D.O.A地雷震』のタイトルで出版された。著者は新田隆男。内容は小説版オリジナルで、表紙イラストと口絵を髙橋ツトムが描いている。（ISBN 4061821164）
なおこの本は『多重人格探偵サイコ』のノベルス版『多重人格探偵サイコ―雨宮一彦の帰還』（大塚英志著、講談社ノベルス）と同時に発売されており、こちらも髙橋ツトムが表紙イラストと口絵を描いている。